# John Howard (ciclista)
John Kennedy Howard (Springfield, Missouri, 16 d'agost de 1947) fou un ciclista i posteriorment triatleta estatunidenc.
Com a ciclista va guanyar quatre cops el Campionat nacional amateur en ruta. Va participar en tres edicions dels Jocs Olímpics.
Com a triatleta destaca la victòria a l'Ironman de Hawaii de 1981.

## Palmarès en ciclisme
- 1968
  -  Campió dels Estats Units amateur en ruta
- 1971
  - Medalla d'or als Jocs Panamericans en ruta
- 1972
  -  Campió dels Estats Units amateur en ruta
- 1973
  -  Campió dels Estats Units amateur en ruta
  - Vencedor d'una etapa a la Volta a Irlanda
- 1975
  - 1r al Red Zinger Bicycle Classic
  -  Campió dels Estats Units amateur en ruta
- 1976
  -  Campió dels Estats Units amateur en contrarellotge
  - 1r al Red Zinger Bicycle Classic